# Culicoides caucoliberensis
Culicoides caucoliberensis är en tvåvingeart som beskrevs av Callot, Kremer och Rioux 1967. Culicoides caucoliberensis ingår i släktet Culicoides och familjen svidknott. Inga underarter finns listade i Catalogue of Life.